# Anopheles nimpe
Anopheles nimpe är en tvåvingeart som beskrevs av Nguyen, Tran och Ralph E. Harbach 2000. Anopheles nimpe ingår i släktet Anopheles och familjen stickmyggor.
Artens utbredningsområde är Vietnam. Inga underarter finns listade i Catalogue of Life.